# Gorleben
Gorleben é um município da Alemanha localizado no distrito de Lüchow-Dannenberg, estado da Baixa Saxônia. Pertence ao Samtgemeinde de Gartow.
Gorleben foi registrado pela primeira vez como uma cidade pelos governantes de Dannenberg em 1360;  havia um forte no local.  O nome "Gorleben" provavelmente tem origem em  Goor  ("silte"; em eslavo, no entanto, Gor significa "montanha") e leben ("herança"). 
A pequena cidade fica na margem esquerda do rio Elba, cerca de 20 metros acima do nível do mar.  A paisagem do rio Elba se estende para o leste, norte e noroeste, protegida como a reserva da biosfera Leas do Vale do Elba da Baixa Saxônia.  Ao sul, uma grande área de floresta de pinheiros se junta a ela, a Gartower Tannen.  Esta é a maior floresta contígua de propriedade privada na Alemanha, e está em uma grande área montanhosa que se formou de areia transportada pelo vento em um processo periglacial. 
Toda a região, até à cadeia de colinas Drawehn no oeste, está dentro do vale glacial do Elba, o principal escoamento para o derretimento da água glacial da última Idade do Gelo.  Biogeograficamente, a área pertence às terras baixas do nordeste da Alemanha. 

## Depósito de lixo nuclear
Gorleben é conhecida pelo protesto contínuo dos seus cidadãos contra a instalação duma empresa de recolha e guarda temporária de lixo nuclear, que seria armazenado mais tarde,  e definitivamente, numa mina de sal próxima, a 840 metros de profundidade.
O lixo nuclear  proveniente  das centrais de toda a Alemanha era armazenado em instalações acima do solo. Os resíduos  chegavam a Gorleben em grande contentores, os chamados "castores", por comboio ou camião.
Em 1995, manifestantes  tentaram bloquear os envios   para Gorleben. Uma enorme força policial, com cães. canhões de água e até helicópteros foi chamada para remover os milhares de manifestantes. Angela Merkel foi então acusada de defender a impopular indústria nuclear e não se preocupar o suficiente com a exposição das pessoas à radiação dos contentores.
Os habitantes sempre argumentaram que o sal no solo da mina enfraqueceria os contentores de resíduos, e provocaria fugas de radioatividade. Todos os anos  os transportes de resíduos nucleares para Gorleben foram acompanhados por grandes manifestações.

Apesar destes protestos maciços, começaram aí os trabalhos  na mina, na qual as características geológicas da cúpula salina deveriam ser exploradas. A mina, que nunca produziu  sal,  custou ao contribuinte alemão 1,6 mil milhões de euros . Tanto dinheiro foi gasto na investigação que o anúncio feito por Stefan Kanitz de que a cobertura superficial da mina de sal não está intacta e que a composição química da água subterrânea é inadequada, equivaleu a uma bomba política. O projeto de armazenamento na mina foi abandonado. 